# Neue-Welt-Übersetzung der Heiligen Schrift

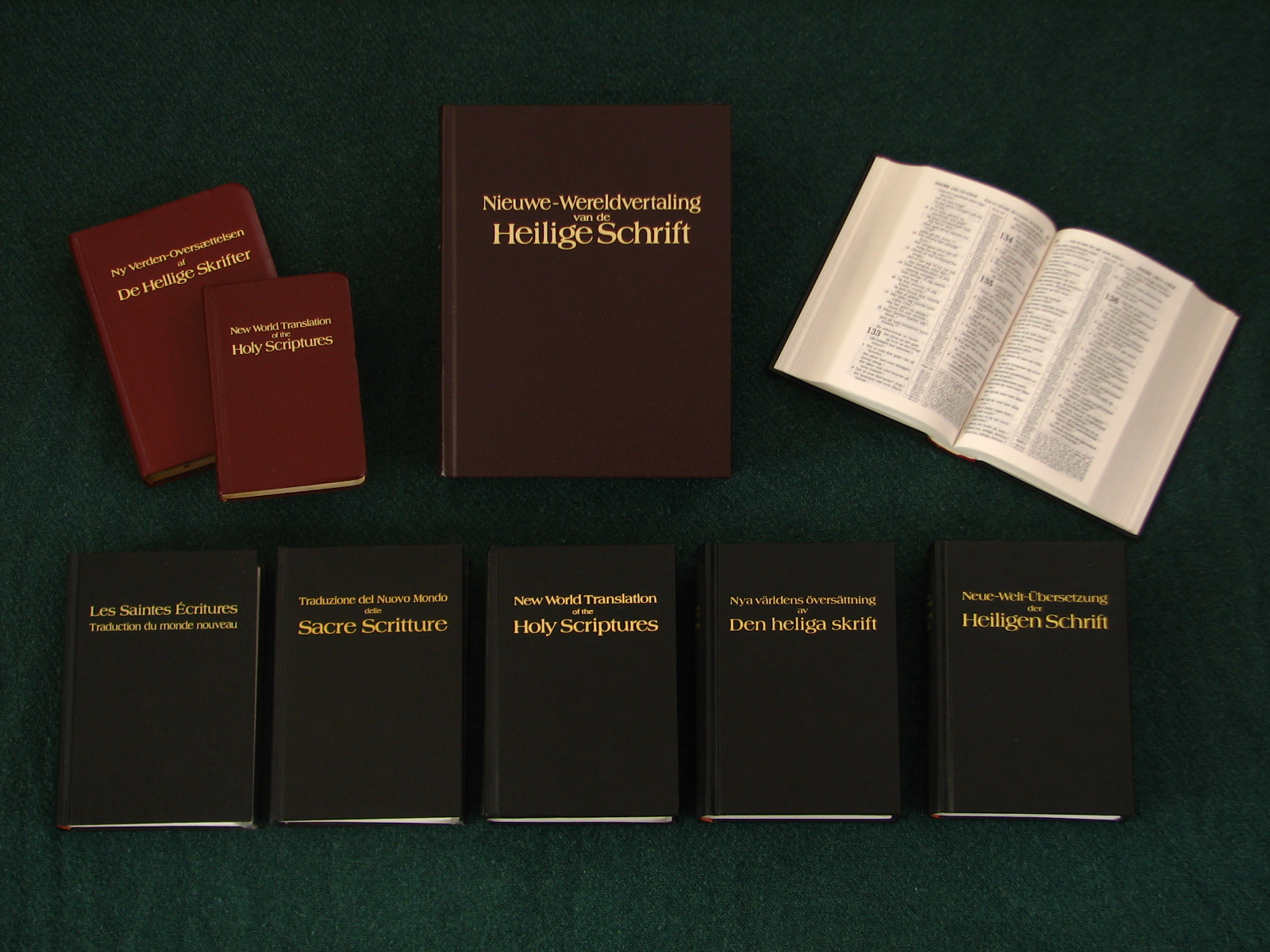
Verschiedene Ausgaben der Neuen-Welt-Übersetzung der Heiligen Schrift in mehreren Sprachen

Die Bibel. Neue-Welt-Übersetzung (bis 2018: Neue-Welt-Übersetzung der Heiligen Schrift, Abkürzung: NWÜ; englisch: New World Translation of the Holy Scriptures, NWT) ist eine von der Wachtturm-Gesellschaft, der gemeinnützigen Verlagsunternehmung der Glaubensgemeinschaft der Zeugen Jehovas, herausgegebene Bibelübersetzung. Die erste Ausgabe in englischer Sprache (Neues Testament) wurde 1950 veröffentlicht. Bis heute ist sie aus dem Englischen – nach Angaben der Herausgeber unter getreuer Berücksichtigung der Ursprachen – in über 320 Sprachen weiterübersetzt worden, auch ins Deutsche.
Die verschiedensprachigen Derivate der „Neue-Welt-Übersetzung“ werden von den Zeugen Jehovas für die liturgischen und katechetischen Zwecke des Gottesdienstes und für ihr Missionswerk verwendet. Die Bibelübersetzung ist nicht im regulären Buchhandel erhältlich, sondern wird von ihnen in der Öffentlichkeit kostenfrei verbreitet.

## Entstehung und Geschichte
Vor der Entstehung der NWÜ verwendeten die Zeugen Jehovas im englischen Sprachraum Übersetzungen wie die King James Version oder die American Standard Version. Im Deutschen war neben der Lutherbibel, die zeitweilig vom eigenen Verlag vertrieben wurde, besonders die Elberfelder Bibel gebräuchlich. Man war aber mit diesen Übersetzungen unzufrieden, da „diese Übersetzungen überwiegend von Geistlichen und Missionaren der Religionsgemeinschaften der Christenheit angefertigt wurden“ und als „mehr oder weniger von den heidnischen Philosophien und den unbiblischen Überlieferungen, die diese Religionsgemeinschaften aus der Vergangenheit übernommen haben, beeinflußt sind, aber auch von den Vorurteilen der Bibelkritik. Zudem standen immer mehr ältere und zuverlässige Bibelhandschriften zur Verfügung.“ Zudem haben sich die Zielsprachen „in die die Bibel übersetzt worden ist, im Laufe der Jahre verändert.“ Nathan Homer Knorr, Präsident der Wachtturm-Gesellschaften, schlug im Oktober 1946 vor, zunächst eine neue Übersetzung des Neuen Testaments anzufertigen. Die Übersetzung erfolgte vom 2. Dezember 1947 bis zum 3. September 1949.
Die englische Neue-Welt-Übersetzung der christlichen griechischen Schriften (Neues Testament) wurde am 2. August 1950 veröffentlicht. Der hebräische Teil der Neuen-Welt-Übersetzung (Altes Testament) wurde bis 1960 in sechs Teilen in englischer Sprache herausgegeben. 1961 folgte eine Gesamtausgabe der Bibel in einem Band. 1984 und 2013 gab es Revisionen des englischen Textes.
Die Übersetzer gaben 1969 eine englische Interlinearübersetzung des Neuen Testaments heraus, die „Kingdom Interlinear Translation of the Greek Scriptures“. Eine zweite Ausgabe folgte 1985. Diese bietet in der oberen Zeile den griechischen Text von The New Testament in the Original Greek, in der Mitte eine wörtliche Zwischenübersetzung und unten die Wiedergabe der englischen New World Translation. Diese Ausgabe wird auch in der App der Organisation kostenfrei angeboten.
Die Grundlage der englischen Übersetzung des Alten Testaments ist der hebräische Text der Biblia Hebraica von Rudolf Kittel (Ausgaben 1951 bis 1955). Hinzugezogen wurden sowohl die Biblia Hebraica Stuttgartensia als auch die Biblia Hebraica Quinta. Für den griechischen Text des Neuen Testaments wurde „The New Testament in the Original Greek“ von Brooke Foss Westcott und Fenton John Anthony Hort von 1881 verwendet. Hinzugezogen wurden der Text der Novum Testamentum Graece von Erwin Nestle und Kurt Aland und die Textausgabe der United Bible Societies.
Die Übersetzer der ursprünglichen englischen Fassung sowie auch aller weiteren Sprachen bleiben ungenannt, da sie wünschen, dass alle Ehre Jehova Gott, dem Urheber seines inspirierten Wortes, zukomme.
Eine NWÜ ist inzwischen in 123 Sprachen als Vollausgabe erhältlich. In weiteren 55 Sprachen sind die Christlich Griechischen Schriften, das Neue Testament, verfügbar. Die Gesamtauflage betrug mit Stand 2021 über 238 Millionen Exemplare. Die Neue-Welt-Übersetzung steht ab Juli 2024 als Teil- oder Gesamtausgaben in 300 Sprachen zur Verfügung.
Herausgeber sind die „Watchtower Bible and Tract Society of New York, Inc.“ und die „Watch Tower Bible and Tract Society of Pennsylvania“.

## Deutsche Ausgaben

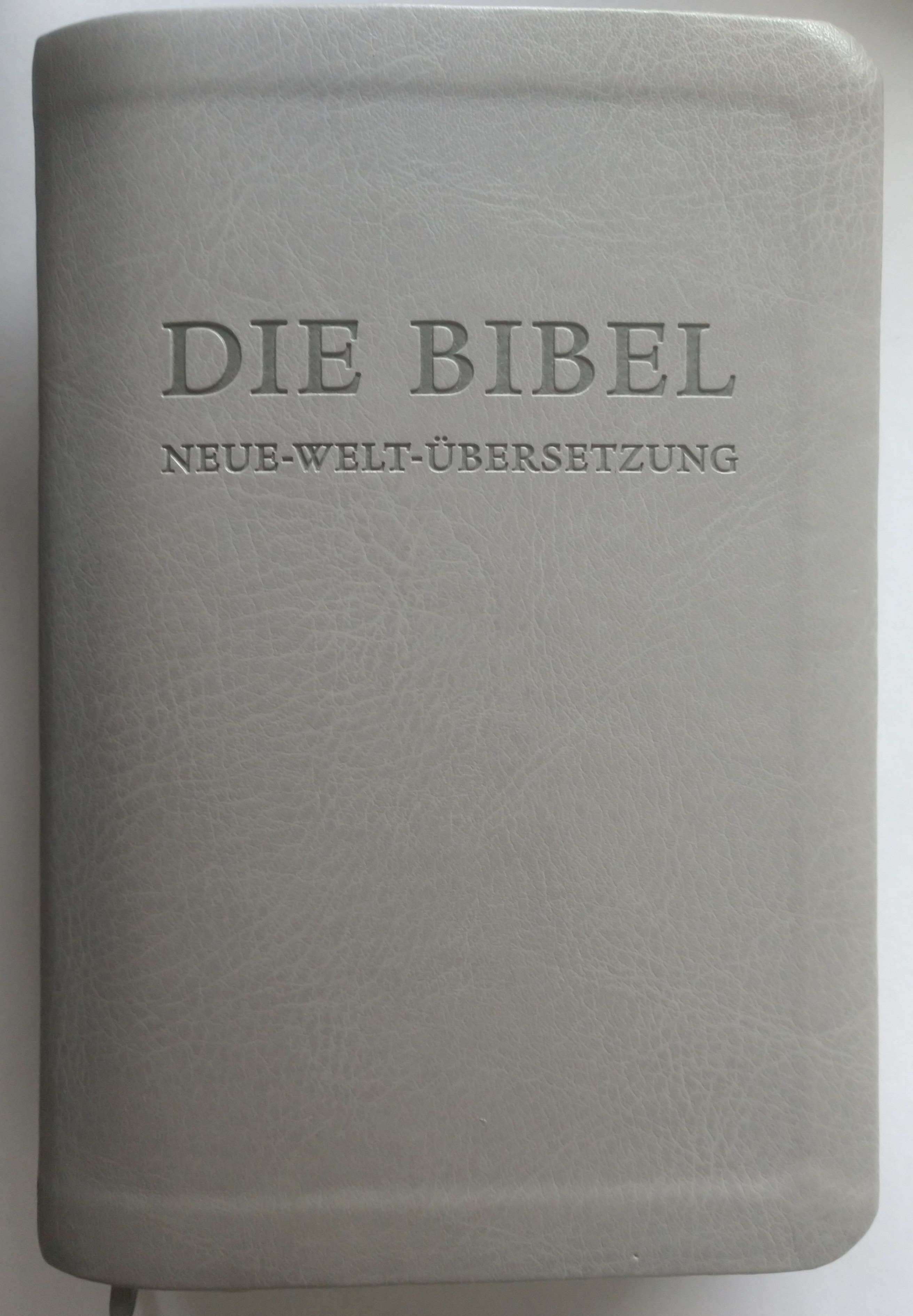
Die Bibel Neue-Welt-Übersetzung Ausgabe 2018

Für den deutschsprachigen Raum ist der verantwortliche Herausgeber die „Wachtturm Bibel- und Traktat-Gesellschaft“ in Selters/Taunus. Die deutsche Ausgabe ist nach Angaben der Herausgeber Übersetzt nach der revidierten NEW World Translation (2013). Folgende deutschsprachige Ausgaben und Revisionen sind bisher erschienen:
- 1963: 27 Bücher der Christlichen Griechischen Schriften (Neues Testament), der Text beruht auf der englischen Ausgabe 1961
- 1971: gesamte Bibel mit überarbeiteten Griechischen Schriften, beruht auf der englischen Ausgabe 1970
- 1985: Ausgabe mit mehr als 125.000 Querverweisen, beruht auf der englischen Ausgabe 1984
- 1986: Studienausgabe, beruhend auf dem Text von 1984, kleinere Textveränderungen (Beispiel: Jesaja 11,6) wurden nachträglich in den Text der offiziellen Revision von 1986 aufgenommen.[9][10][11]
- 2018: Erste deutsche Ausgabe mit dem geänderten Titel „Die Bibel. Neue-Welt-Übersetzung“. Ausgabe in moderner Sprache und mit leicht verständlichen Formulierungen, der Text beruht auf der englischen Ausgabe August 2013.[9]
- 2019: Erste deutsche Ausgabe mit dem geänderten Titel „Die Bibel. Neue-Welt-Übersetzung (Studienausgabe)“. Studienausgabe Urtext treu, in moderner Sprache und mit leicht verständlichen Formulierungen. Im Vergleich zur einfachen Neuen-Welt-Übersetzung rund 60 Seiten dicker, mit mehr Anmerkungen zum Urtext und Quellen. Der Text beruht auf der englischen Ausgabe August 2013.[12]

## Konkordanz
Zur Neue-Welt-Übersetzung der Heiligen Schrift ist von der Wachtturm Bibel- und Traktat-Gesellschaft eine umfassende Konkordanz veröffentlicht worden, englisch 1973, deutsch 1989. Die Bibelkonkordanz beinhaltet über 340.000 Belegstellen zu fast 19.900 Stichwörtern.

## Merkmale

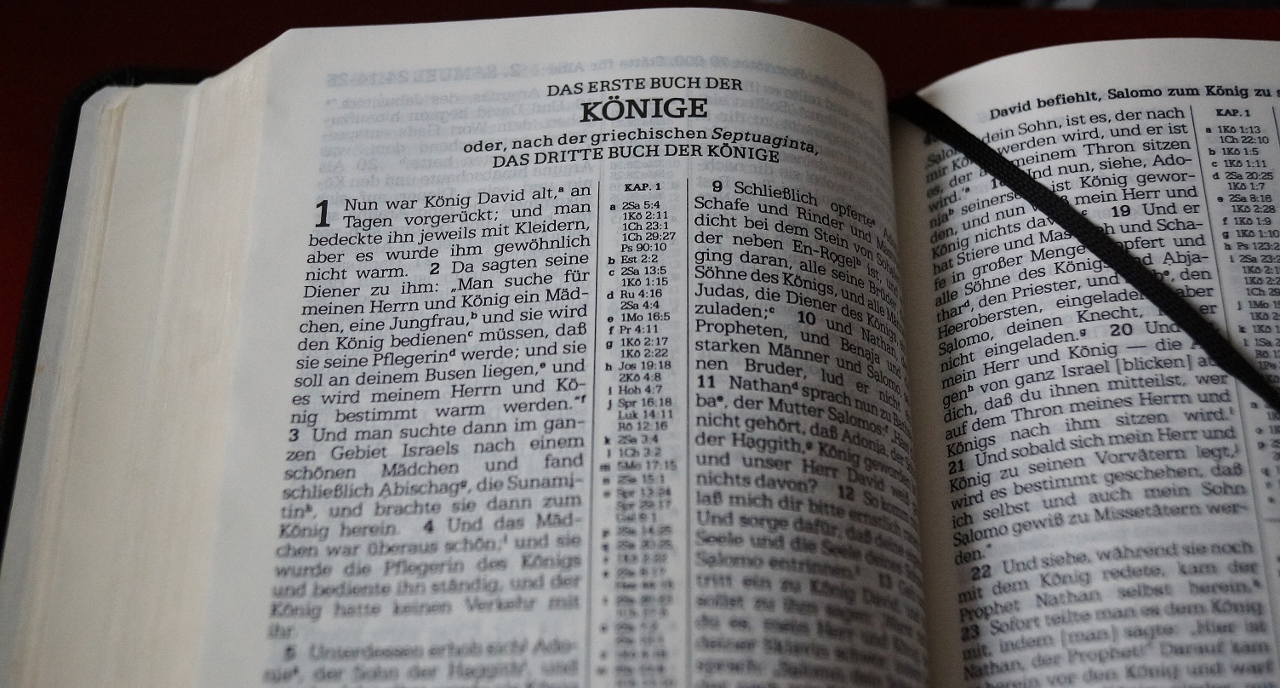
Textbeispiel der deutschsprachigen Ausgabe von 1996

Die Neue-Welt-Übersetzung  (vor der Revision 2013/2018) ist eine sinntreue, bevorzugt strukturtreue Bibelübersetzung, ähnlich wie die Menge-Bibel 2020 und die Herder-Bibel. Die Übersetzer erheben den Anspruch, dass es sich um eine „genaue, zum großen Teil wörtliche Übersetzung aus den Ursprachen unter Berücksichtigung der englischen Ausgabe“ handele. Sie ist nach Ansicht der Herausgeber „keine freie Wiedergabe, bei der die Übersetzer Einzelheiten, die ihnen als unwichtig erscheinen, weglassen und Gedanken, von denen sie meinen, sie könnten hilfreich sein, hinzufügen.“ Nach Ansicht der Zeugen Jehovas hielten sich die Übersetzer „genau an den Grundtext.“
Nach eigenen Angaben hat das Übersetzungskomitee der Neuen-Welt-Übersetzung der englischen Auflage von 2013 (Deutsch 2018) besonders Wert darauf gelegt, dass beim Übersetzen des Textes, erstens eine moderne, verständliche Sprache verwendet wurde, zweitens biblische Begriffe verdeutlicht werden, drittens ein angenehmer Lesefluss ermöglicht wird und viertens das Geschlecht von Personengruppen korrekt wiedergegeben wird, das heißt, auch wenn die Wörter in griechischer und hebräischer Sprache im Maskulin sind, wird sich, der jeweiligen Grammatik folgend, auf beide Geschlechter bezogen.
Die Kapitel- und Verseinteilung richtet sich nach der englischen King-James-Version und weicht damit an einzelnen Stellen von den verschiedenen im deutschen Sprachraum gebräuchlichen Einteilungen ab.
Ähnlich wie viele protestantische Übersetzungen enthält die NWÜ nicht die deuterokanonischen Schriften des Alten Testaments.

## Die Verwendung von „Jehova“ als Namen Gottes
Die Neue-Welt-Übersetzung verwendet für den Eigennamen des biblischen Gottes JHWH (Tetragrammaton) den Namen „Jehova“. Jehova wird an 7216 Stellen des Textes (AT und NT) wiedergegeben. Die Übersetzer weisen darauf hin, dass die genaue historische Aussprache des Tetragramms derzeit nicht exakt rekonstruierbar sei.

### Die Verwendung im Alten Testament
Die Übersetzer setzten im Text des AT an 6828 Stellen die Lesart Jehova ein, wo in der Biblia Hebraica Stuttgartensia und der Biblia Hebraica von Rudolf Kittel יהוה vorkommt.
Des Weiteren fügten sie den Gottesnamen an 133 der 134 Stellen ein, die die Masoreten als unzulässige Veränderung des Tetragrammatons in „Adonaj“ durch die jüdischen Soferim auflisteten. Sie folgten außerdem dem Bibelgelehrten Christian David Ginsburg, der acht Stellen identifizierte, an denen die Soferim ihn durch Elohim ersetzt hatten. Schließlich fügten sie den Namen gemäß der Lesart der Septuaginta an drei Stellen ein, was konform zu den Fußnoten der Biblia Hebraica ist.

### Die Verwendung im Neuen Testament
Die Übersetzer verwendeten bei ihrer Arbeit textkritische Ausgaben des griechischen Neuen Testaments, in solchen ist der Name Gottes „Jehova“ oder „Jahwe“ nicht zu finden (siehe auch JHWH im Neuen Testament). Lediglich in Offenbarung 19 findet sich die Kurzform des Namens an vier Stellen im Wort Hallelujah, was „Preist Jah“ bedeutet.
JHWH oder dessen Lesarten sind in den erhaltenen Manuskripten des Neuen Testamentes nicht überliefert. Jehova wurde an 237 Stellen eingefügt, überwiegend bei Zitaten aus dem Alten Testament, die das Tetragrammaton enthalten. Ihre Vorgehensweise begründen die Übersetzer mit einigen Papyrusfunden, die belegen, dass das Tetragrammaton in der Septuaginta Verwendung fand (zum Beispiel Papyrus Fouad 266).
Der Name „Jehova“ wurde darüber hinaus an Stellen eingefügt, bei denen nicht aus dem Alten Testament zitiert wird, zum Beispiel in 2. Korinther 3:14-18, in Epheser 2:19-22 und an weiteren Stellen. Die Übersetzer begründen dies vor allem mit hebräischen Übersetzungen des Neuen Testamentes, sogenannten „J texts“. Bei diesen Übertragungen aus dem Griechischen ins Hebräische. haben die Übersetzer die im griechischen Text vorhandenen Wörter für „Herr“ (κύριος Kyrios) und „Gott“ (Θεός Theos) in Bezug auf JHWH mit dem Tetragrammaton wiedergegeben. Die NWÜ zitiert also an diesen Stellen andere Übersetzungen und nicht den Bibeltext. Außerdem haben sie nicht überall, wo in J-Texten יהוה vorkommt, auch „Jehovah“ eingesetzt, zum Beispiel in 1.Petrus 2,3 oder 1.Petrus 3,15.

## Kritik

### Kritik an den englischsprachigen Ausgaben
Bruce Metzger, ein emeritierter Professor am Theologischen Seminar der Princeton University und ehemals Vorstand der American Bible Society, meint, dass die Übersetzung bestimmter Passagen in der englischsprachigen Neue-Welt-Übersetzung der Heiligen Schrift einseitig die Lehren und Praktiken der Zeugen Jehovas begünstigen. Harold H. Rowley kritisierte 1953 die Vorabveröffentlichung des ersten Bandes der englischen Fassung (Genesis to Ruth) als ein glänzendes Beispiel dafür, wie die Bibel nicht übersetzt werden sollte (“a shining example of how the Bible should not be translated”). Andererseits urteilte der Bibelwissenschaftler Jason BeDuhn von der Northern Arizona University in seiner Studie über die neun meistbenutzten Bibeln in der englischsprachigen Welt, dass die NWÜ zwar nicht frei von Einseitigkeiten sei, aber dennoch „die genaueste der verglichenen Übersetzungen sei“ eine „bemerkenswert gute Übersetzung“. Benjamin Kedar von der Hebrew University of Jerusalem beschrieb die NWÜ als ein Werk, das „ehrliches Bemühen um ein möglichst genaues Textverstehen erkennen lässt“ (“an honest endeavor to achieve an understanding of the text that is as accurate as possible”).
Metzger urteilt, dass man im Ganzen einen einigermaßen guten Eindruck von der wissenschaftlichen Befähigung der Übersetzer bekomme, kritisiert im Fortgang aber die Einfügung des Namens „Jehova“ im Neuen Testament, der in den griechischen Handschriften nicht existiert. Die Wachtturmgesellschaft gibt an, der Gottesname sei auf einer vernünftigen Basis „wiederhergestellt“ worden, insbesondere an Stellen, an denen die Abschreiber des Neuen Testaments bei der Wiedergabe von Stellen aus dem Alten Testament, die das Tetragrammaton enthielten, kyrios („Herr“) schrieben. Sie sehen sich durch Bibelwissenschaftler wie George Howard und R. B. Girdlestone unterstützt. Howard distanzierte sich jedoch am 8. Juli 1988 brieflich von den Überlegungen der Zeugen Jehovas: „Die Zeugen Jehovas machten zu viel aus meinen Artikeln. Ich unterstütze ihre Theorien nicht.“

### Kritik an den deutschsprachigen Ausgaben
Die evangelische Deutsche Bibelgesellschaft bespricht die deutschsprachige Ausgabe von 1986. Sie beschreibt den Sprachstil der Neue-Welt-Übersetzung als „unschönes Übersetzungsdeutsch mit gespreizten Wendungen“ und den Übersetzungstyp als „philologisch mit starkem Einschlag von Wörtlichkeit, sprach- und sinnwidrige Übergenauigkeiten in der Wiedergabe (unbestimmter statt bestimmter Artikel, Wiedergabe der Verbformen im AT)“. An den Kommentierungen bemängelt sie, dass diese „ohne Kenntnis der biblischen Sprachen kaum verstanden oder richtig bewertet werden können“ und bezeichnet die NWÜ im Gesamturteil als „auf weite Strecken genaue, aber im Sinn der Sonderlehren der Zeugen Jehovas tendenziöse Übersetzung“.
Das Handbuch der Bibelübersetzungen von Monika und Rainer Kuschmierz bespricht die deutschsprachige Ausgabe von 1986. Es kritisiert, dass durchgehend ältere Urtextausgaben verwendet wurden (Kittels Biblia Hebraica, 7.–9. Auflage, Westcott/Hort von 1881). „Die »Neue-Welt-Übersetzung« (NWÜ) dient in erster Linie dazu, die Sonderlehren der Zeugen Jehovas zu legitimieren. Zu den Besonderheiten: In weiten Teilen ist sie eine sehr formgetreue Übersetzung; an wichtigen Stellen weicht sie jedoch aus theologischen Gründen bewußt vom Grundtext ab und wird zu einer eindeutig tendenziösen Übersetzung.“ Das Autorenduo zieht folgendes Fazit: „Die »Neue-Welt-Übersetzung« ist eine äußerst tendenziöse Übersetzung und sollte, wenn überhaupt, dann nur mit großer Vorsicht gelesen werden.“
Kurt Weber bespricht noch die Fassung des NT von 1963. Zusammenfassend kommt er zu dem Schluss: „Trotz ‚möglichst buchstäblicher‘ Übersetzung finden sich Sinnveränderungen. Dies nicht nur aus den bei der ‚konkordanten Übersetzung‘ erwähnten Gründen. Hier sind die Abweichungen vor allem darauf zurückzuführen, dass die Irrlehren der Zeugen Jehovas gestützt werden sollen.“
Samuel Brügger bespricht die deutschsprachige Ausgabe von 1971. Er bemerkt, dass diese Bibelausgabe zwei Vorlagen habe, eine englischsprachige von 1970 und erst in zweiter Linie den Urtext. Er kritisiert das tabellarische Verzeichnis über die Entstehung der biblischen Bücher, „das behaftet ist mit allen Mängeln und Ungenauigkeiten, welche die schematische Vereinfachung komplizierter Sachverhalte in jedem Fall in sich einschließt.“ Er kommt zu der Gesamteinschätzung: „Obwohl die Neue-Welt-Übersetzung scheinbar eine wörtlich genaue Übersetzung ist, werden doch vor allem Termini Techniki so geschickt verändert, dass sie der Lehre dieser Sekte nicht widersprechen. Einheitliche, konkordante, ja in manchen Fällen sogar interlineare Übersetzungsweise wird hier zum scheinbaren Beweis missbraucht, die Lehre der Zeugen Jehovas mit der Bibel als völlig übereinstimmend darzustellen. Da die Wörter zweier Sprachen sich nur äusserst selten in ihrem Bedeutungsumfang vollständig decken, ist auch in einer wörtlichen Übersetzung noch genügend Spielraum für Interpretation und Verfälschung, was in dieser Bibelausgabe deutlich wird.“